# 越前市武生第二中学校
越前市武生第二中学校（えちぜんし たけふだいにちゅうがっこう）は、福井県越前市妙法寺町にある公立中学校である。略称は二中（にちゅう）。
生徒は主に越前市神山小学校、越前市武生南小学校、越前市武生西小学校の出身者。

## 概要
1947年（昭和22年）5月1日武生南小学校で南条郡武生町立武生第二中学校を開校する。

## 沿革
- 1947年（昭和22年）5月1日 - 武生南小学校で南条郡武生町立武生第二中学校を開校する[2]
- 1948年（昭和23年）4月1日 - 神山中学校を合併して武生市立武生第二中学校となる
- 1951年（昭和26年）4月1日 - 坂口中学校を分校として合併する
- 1956年（昭和31年）4月1日 - 王子保分校が王子保中学校として独立
- 1957年（昭和32年）10月10日 - 校歌制定
- 1997年（平成9年）11月22日 - 創立50周年記念式典を行う
- 2005年（平成17年）10月1日 - 合併により越前市成立、越前市武生第二中学校に改称

## 部活動
運動部 
- 男子バスケ部
- 女子バスケ部
- 男子ソフトテニス部
- 女子ソフトテニス部
- 男子バレー部
- 女子バレー部
- 男子卓球部
- 女子卓球部
- 女子バドミントン部
- サッカー部
- 野球部
- 陸上部
- 剣道部
- 柔道部（校外で活動）
- 水泳部【廃部】
- フェンシング部【廃部】

 文化部 
- 美術部
- チャレンジ部
- 吹奏楽部